# 魔法使いキャットウィーズル
魔法使いキャットウィーズル（Catweazle）は、イギリスのテレビドラマ。ITVで1970年から1971年まで放送された。日本ではNHKで1970年6月15日から9月21日までシーズン1「魔法使いキャットウィーズル」が放送され、1973年5月7日から5月23日までシーズン2「空飛べ！キャットウィーズル」が放送された。この番組は第1話から13話まではシーズン1、第14話から第26話まではシーズン2とされている。

## シーズン1「魔法使いキャットウィーズル」
イギリスのITVでは1970年内に全13話が放送された。日本では1970年6月15日から9月21日までNHK総合で月曜18時20分 - 18時45分に放送された。

### キャスト
- キャットウィーズル

演 - ジェフリー・ベイルドン
魔法使いのおじいさん。11世紀から20世紀のイングランドにタイムスリップして次々に問題を起こしている。
- キャロット/エドワード・ベネット

演 - ロビン・デイヴィス
- ベネット

演 - チャールズ＝バッド・ティングウェル
- サム・ウッドヤード

演 - ニール・マッカーシー

### 日本語吹き替え声優
- 立岡晃
- 小宮山清
- 五藤雅博

### 各話一覧
| #  | タイトル                                             | 日本放送日     |
| -- | ---------------------------------------------------- | -------------- |
| 1  | デンキーの術（The Sun in a Bottle）                  | 1970年 6月15日 |
| 2  | サブラック城（Castle Saburac）                       | 6月22日        |
| 3  | 魔女ラプキンののろい（The Curse of Rapkyn）          | 6月29日        |
| 4  | ロウ人形の魔力（The Witching Hour）                  | 7月6日         |
| 5  | 時の目（The Eye of Time）                            | 7月13日        |
| 6  | 盗まれた顔（The Magic Face）                         | 7月20日        |
| 7  | 骨に口をきかせる術（The Telling Bone）               | 8月10日        |
| 8  | ヘカテの守り刀（The Power of Adamcos）               | 8月17日        |
| 9  | サルに変えられたエディ？（The Demi Devil）           | 8月24日        |
| 10 | トレーラーハウスの魔法（The House of the Sorcerer）  | 8月31日        |
| 11 | 飛べよほうき（The Flying Broomsticks）               | 9月7日         |
| 12 | 怒りの水（The Wisdom of Solomon）                    | 9月14日        |
| 13 | さようならキャットウィーズル（The Trickery Lantern） | 9月21日        |

## シーズン2「空飛べ!キャットウィーズル」
イギリスのITVでは1971年1月10日から1971年4月4日まで全13話が放送された。日本では1973年5月7日から5月23日までNHK総合で月曜～水曜18時05分から18時30分まで放送された。

### キャスト
キャットウィーズル
演 - ジェフリー・ベイルドン
セドリック・コリングフォード
演 - ゲイリー・ウォーレン
コリングフォード卿
演 - モレー・ワトソン
レディ・コリングフォード
演 - エルスペット・グレイ
グルーム
演 - ピーター・バターワース
ゴーディ夫人
演 - グウェン・ネルソン

### 日本語吹き替え声優
- 立岡晃
- 川崎公明

### 各話一覧
| #  | タイトル                 |
| -- | ------------------------ |
| 14 | The Magic Riddle         |
| 15 | Duck Halt                |
| 16 | The Heavenly Twins       |
| 17 | The Sign of the Crab     |
| 18 | The Black Wheels         |
| 19 | The Wogle Stone          |
| 20 | The Enchanted King       |
| 21 | The Familiar Spirit      |
| 22 | The Ghost Hunters        |
| 23 | The Walking Trees        |
| 24 | The Battle of the Giants |
| 25 | The Magic Circle         |
| 26 | The Thirteenth Sign      |